# Manuel Ferrol
Manuel Ferrol (Camariñas, 28 de desembre de 1923 - 28 de febrer de 2003) va ser un fotògraf espanyol que va realitzar la seva activitat professional a Galícia.
Va néixer al cap Vilán en plena Costa da Morte. El seu pare era faroner pel que va viure a diverses localitats durant la seva infància i adolescència. Va cursar els seus estudis de batxillerat a Vigo. Va començar a interessar-se per la fotografia com a aficionat i Juan Castuera va ser el seu primer mestre. Amb 27 anys va obrir un estudi fotogràfic a Betanzos, tres anys després es va dedicar a la fotografia de retrat a Ferrol i el 1955 es va instal·lar a La Corunya, en aquestes ciutats va estar participant en les activitats de les seves respectives agrupacions fotogràfiques.
El 1953 la marina nord-americana li va encarregar un reportatge de l'estada al port de Ferrol. El reportatge que li va donar la major rellevància va ser l'encarregat per l'Institut Espanyol d'Emigració el 1957 sobre els comiats entre els emigrants i les seves famílies al port de La Corunya quan embarcaven amb destinació a l'Argentina.
Aquest reportatge el va realitzar el 27 de novembre de 1957 durant la sortida del transatlàntic Juan de Garay i és considerat com un bon exemple d'emotivitat fotogràfica convertint-se en una imatge icònica sobre l'emigració espanyola.
La fotografia més coneguda del reportatge representa un pare i el seu fill plorant i els seus protagonistes van ser identificats anys després com Xan i Xurxo Calo de Finisterre. La seva rellevància la va obtenir fora d'Espanya en publicar-se a Ruedo Ibérico com una foto de denúncia contra el règim franquista, en ella apareixia com realitzada per un autor desconegut, ja que l'autoria de Manuel Ferrol la va donar a conèixer la revista Foto en els anys vuitanta del segle xx. El 2010 es feu una exposició del reportatge a Buenos Aires que era el destí del viaje.
Des de 1958 va treballar com a corresponsal de Televisió Espanyola. Un altre reportatge menys conegut va ser el que va realitzar durant el segrest realitzat pel Directori Revolucionari Ibèric d'Alliberament el 1961 del transatlàntic Santa Maria, sent l'únic fotògraf que va aconseguir una imatge dels casquets dels projectils empleats en el seu assalt. El 1965 va entrar a formar part de la plantilla del NO-DO de manera que va compatibilitzar la fotografia amb el cinema. Durant el govern de Franco va realitzar nombroses fotografies del mateix en les seves estades a Galícia i del seu iot l'Azor; encara que mai va ser nomenat com a fotògraf oficial disposava de llibertat de moviments per a realitzar fotografies a les residències de Franco.